# Carmine (Teksas)
Carmine je grad u američkoj saveznoj državi Teksas. Prema popisu stanovništva iz 2010. u njemu je živjelo 250 stanovnika.